# Xã Shelby, Quận Ripley, Indiana
Xã Shelby (tiếng Anh: Shelby Township) là một xã thuộc quận Ripley, tiểu bang Indiana, Hoa Kỳ. Năm 2010, dân số của xã này là 999 người.